# The Svedberg
Theodor Svedberg, känd som The Svedberg[uttal saknas], född 30 augusti 1884 i Fleräng, Valbo socken, Gävleborgs län, död 26 februari 1971 i Kopparberg, Örebro län, var en svensk kemist, professor, målare och tecknare. 
Han var professor i fysikalisk kemi vid Uppsala universitet 1912–1949, föreståndare för Gustaf Werners institut för kärnkemi i Uppsala 1949–1967, och mottog Nobelpriset i kemi 1926 för sina studier av dispersa system med hjälp av sin analytiska ultracentrifug.

## Biografi
Svedberg var son till bruksdisponenten Elias Svedberg och Märta Augusta Maria Alstermark, spenderade delar av sin uppväxttid på Älvestorps herrgård i Västmanland, var gift fyra gånger och fick totalt tolv barn. Den han var först gift med var med. dr Andrea Andreen (1909–1915) och de fick barnen Elias Svedberg och Hillevi Svedberg. I det andra äktenskapet 1916–1938 var han gift med fil. mag. Jane Charlotte Frodi, i det tredje 1938–1947 med Ingrid Anna Karolina Blomquist och i det fjärde var han slutligen från 1948 gift  med fil. mag. Karin Margit Hallén (1920-2019). I äktenskapen nummer två till fyra blev han far till fem söner och fem döttrar. En sondotter till Svedberg är författaren Karolina Ramqvist.
Efter skolgång i Köping, Örebro och Göteborg, där han avlade mogenhetsexamen i december 1903, skrevs Svedberg in vid Uppsala universitet i januari 1904. Han blev filosofie kandidat 1905, filosofie licentiat 1907 och filosofie doktor 1908 på avhandlingen Studien zur Lehre von den kolloiden Lösungen ("Studier över läran om kolloidala lösningar"). Han var amanuens i kemi i Uppsala 1905–1909 och tillförordnades som docent 1907. Från 1909 hade han en särskild lärartjänst i fysikalisk kemi, och 1912 utsågs han till professor i detta ämne.
Svedbergs arbete med kolloider stödde de teorier om Brownsk rörelse som Albert Einstein och den polske geofysikern Marian Smoluchowski hade lagt fram. Under arbetet utvecklade han även analytisk ultracentrifugering och demonstrerade metodens användbarhet för att separera renade proteiner från varandra. Enheten svedberg, med beteckning S, är uppkallad efter honom. Det är ett mått på sedimentationshastighet som motsvarar 10-13 sekunder eller 100 femtosekunder.
Svedberg var professor i fysikalisk kemi vid Uppsala universitet 1912–1949 och därefter ledare för Gustaf Werners institut för kärnkemi i Uppsala. Som hobby utförde han från ungdomsåren ett konstnärskap där han målade motiv från platser i Sverige och platser han besökte i utlandet. Han medverkade i studenttidningen Ergos konstutställning i Uppsala 1925 och 1948 visade han ett antal målningar med sydamerikanska motiv på studentsalongen i Uppsala. Vid utställningen Signerad textil som visades på Nordiska kompaniet och Röhsska konstslöjdmuseet ställde han ut med två tryckta tyger som inspirerats av hans arbete inom atom- och kromosomforskningen. Hans temperamålning med ett Uppsalamotiv återutgavs 1954 i Allhems Ett bildverk om Uppsala. Hans konst består av landskapsskildringar utförda i olja, tempera eller akvarell. 
Svedberg var under slutet av sin levnad bosatt i Kopparberg, där han också ligger begravd.

## Hedersbetygelser

### Utmärkelser
Svedberg invaldes 1913 som ledamot av Kungliga Vetenskapsakademien, 1921 som ledamot av Kungliga Vetenskaps-Societeten i Uppsala och 1922 som ledamot av Kungliga Fysiografiska Sällskapet i Lund. Han utsågs till teknologie hedersdoktor vid Kungliga Tekniska högskolan 1944.

### Namngivning
The Svedberg-priset är uppkallat efter honom.
Partikelaccelerator-anläggningen The Svedberg-laboratoriet, f.d. Gustaf Werners institut, i Uppsala är grundat av och uppkallat efter Svedberg.
En månkrater är uppkallad efter honom. Den har fått namnet Svedberg och namngavs 2009 av Internationella astronomiska unionen.